# General Pedro Saavedra
General Pedro Saavedra är en ort i Mexiko.   Den ligger i kommunen Miacatlán och delstaten Morelos, i den sydöstra delen av landet, 80 km söder om huvudstaden Mexico City. General Pedro Saavedra ligger 970 meter över havet och antalet invånare är 274.
Terrängen runt General Pedro Saavedra är kuperad åt nordväst, men åt sydost är den platt. Runt General Pedro Saavedra är det ganska tätbefolkat, med 185 invånare per kvadratkilometer. Närmaste större samhälle är Temixco, 16,5 km nordost om General Pedro Saavedra. Omgivningarna runt General Pedro Saavedra är en mosaik av jordbruksmark och naturlig växtlighet.